# Židé na Tchaj-wanu

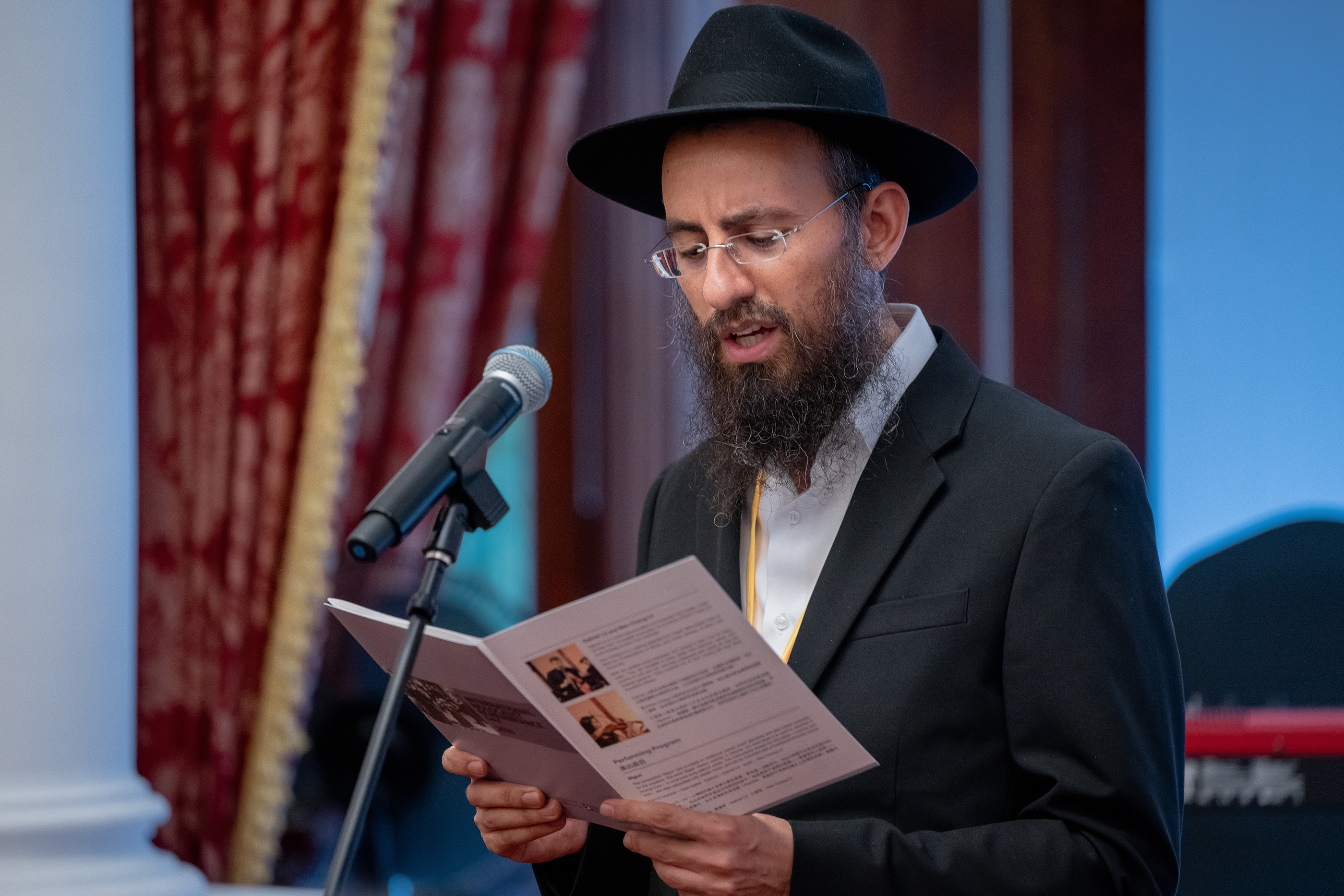
Tchajwansko-židovský rabín Chabad Šlomi Tabib vede bohoslužbu.

Židé na Tchaj-wanu jsou, na rozdíl od pevninské Číny, relativně nově a nikdy nebyli početní. První výraznější přítomnost se datuje do 50. let 20. století, kdy zde američtí vojáci umístění v Tchaj-wanu slavili židovské svátky. To však skončilo roku 1971, kdy Spojené státy přerušily diplomatické styky s Tchaj-wanem.
Od roku 1975 má Tchaj-wan svého stálého rabína, jímž se stal Efraim Einhorn. Od té doby tchajwanská židovská komunita sestává hlavně ze zahraničních obchodníků a návštěvníků. Za rabína Einhorna se bohoslužby konaly ve množství hotelů v Tchaj-peji. Vznikla také dohoda mezi rabínem a vedením hotelu Ritz. V jeho prostorách probíhaly každý týden bohoslužby. Podávána byla košer jídla a nacházela s zde také židovská knihovna náležící rabínovi. Největší účast byla mezi 60 a 100 osobami během svátků.
Vzhledem k tomu, že má Izrael plné diplomatické styky s kontinentální Čínou, nemůže plně uznat tchajwanskou vládu, kterou Čína považuje za separatistickou. Nicméně však Izrael udržuje v Tchaj-peji svoji Ekonomickou a kulturní kancelář. Roční obchodní obrat mezi Izraelem a Tchaj-wanem činil 1,3 miliard amerických dolarů.
Ke 14. prosinci 2007[nutné ověřit] žilo na Tchaj-wanu přibližně 100 Židů. K 15. září 2021 komunita odhadem čítala mezi 700 až 800 Židy.